# Klaustrofobia

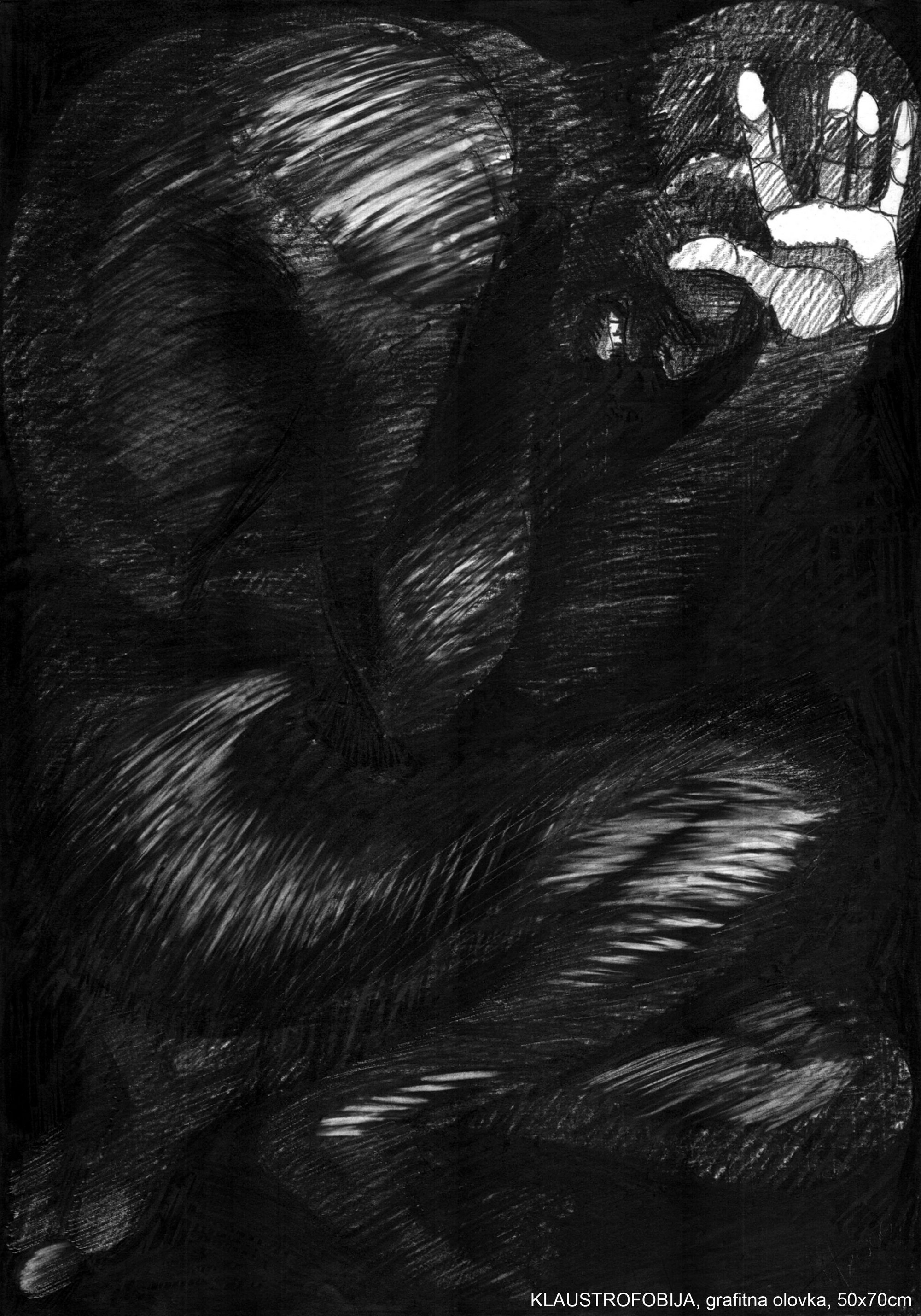
Klaustrofobia (autor: Djordje Alfirevic, 2010)

Klaustrofobia (łac. claustrum „zamknięcie, rygiel”, gr. phóbos „strach, lęk”) – jedna z odmian fobii. Jest nią niczym nieuzasadniony, patologiczny lęk przed przebywaniem w zamkniętych, niedużych pomieszczeniach, np. małych pokojach, windach. Strach przed utknięciem i brakiem możliwości wyjścia np. w pomieszczeniach zamykanych od zewnątrz, ciasnym przejściu. Jest wiele teorii próbujących wytłumaczyć pochodzenie klaustrofobii. Może powstać po wypadku, w którym osoba była zamknięta bez jakiejkolwiek możliwości wyjścia przez dłuższy czas, np. utknęła w windzie lub w wagonie metra. Istnieje teoria mówiąca o tym, że każdy człowiek ma klaustrofobię, tylko u niektórych jest ona znacznie mocniejsza. Jest też inna teoria, według której klaustrofobia jest pozostałością po porodzie (im dłuższy i trudniejszy poród, tym większe prawdopodobieństwo silnego strachu przed zamkniętą przestrzenią). Po raz pierwszy w ten sposób przedstawił pochodzenie klaustrofobii Zygmunt Freud.
Przeciwieństwem klaustrofobii jest agorafobia (lęk przed przebywaniem w otwartej przestrzeni).